# Big Moon Lake
Big Moon Lake är en sjö i Algoma District i provinsen Ontario i den sydöstra delen av Kanada. Big Moon Lake ligger 231 meter över havet. Sjön genomrinns av Moon Creek som tömmer sig i Matinenda Lake cirka 300 meter från Big Moon Lakes utlopp. Big Moon Lake tillhör Blind Rivers avrinningsområde.